# 신안주씨 삼세적선비
신안주씨 삼세적선비는 대한민국 경기도 시흥시 과림동에 있다. 2005년 7월 14일 시흥시의 향토유적 제17호로 지정되었다.

## 개요
일제강점기 과림동 일원 신안주씨 가문의 선행을 기리는 비와 비각이다.